# Albina Shishova
Albina Shishova, née le 17 octobre 1966 à Zaporijjia, est une gymnaste artistique soviétique. 

## Carrière
Albina Shishova est médaillée d'or par équipes aux Championnats du monde de gymnastique artistique 1983 à Budapest. Elle remporte la médaille de bronze au concours général individuel aux Championnats d'Europe de gymnastique artistique féminine 1983 à Göteborg.